# JR九州883系电力动车组
JR九州883系电力动车组（日語：JR九州883系電車）是日本九州旅客铁道（JR九州）自1995年4月啟用的一款特急專用交流電聯車。

## 编組

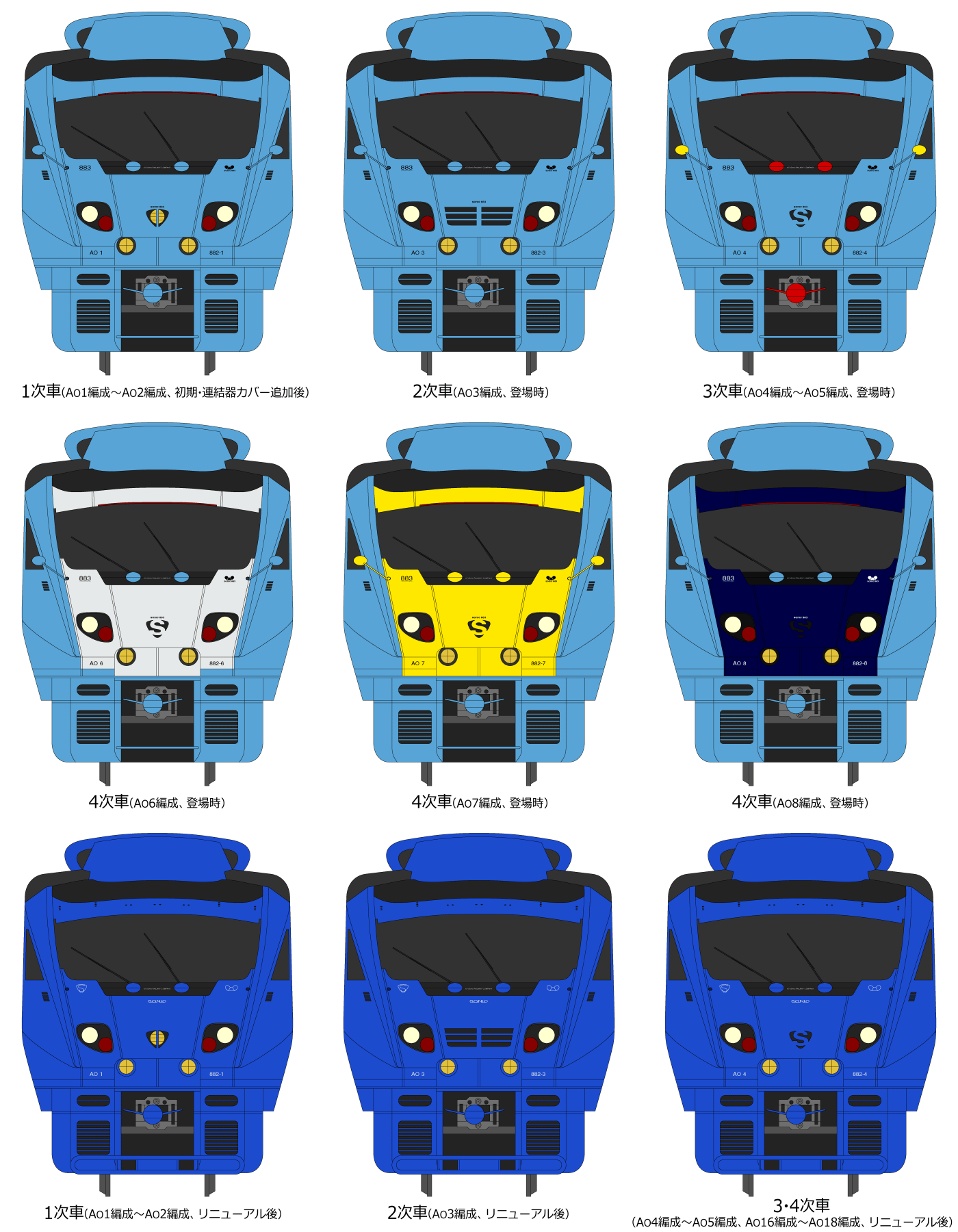
各编組不同时期的车头涂装

883系最初为5列7辆编組（AO1–AO5）及3列5辆编組（AO6–AO8）。5辆编組都有各自不同色彩的车头： AO6编組为银色，AO7和AO8则分别是黄色和深蓝。从2008年开始，5辆编組被扩编为7辆，各编組插入两节采用885系标准的铝合金制1000番台车厢，编号也按次序改为AO16-AO18

### AO1–AO5编組
这些编組的型式如下所示：
| 车辆     | 1            | 2                 | 3                 | 4                 | 5                 | 6          | 7            |
| 型式     | Thsc         | TA2               | M2                | TA1               | M1                | TA         | Mc           |
| 番台区分 | KuRoHa 882型 | SaHa 883型200番台 | MoHa 883型200番台 | SaHa 883型100番台 | MoHa 883型100番台 | SaHa 883型 | KuMoHa 883型 |

第2、第4和第6辆各有一具PS401KA单臂受电弓。

### AO16–AO18编組
这些编組的型式如下所示：
| 车辆     | 1          | 2            | 3            | 4             | 5             | 6        | 7          |
| 型式     | Thsc       | TA2          | M2           | M3            | T3            | TA       | Mc         |
| 番台区分 | KuRoHa 882 | SaHa 883-200 | MoHa 883-200 | MoHa 883-1000 | SaHa 883-1000 | SaHa 883 | KuMoHa 883 |

第2、第4和第6辆各有一具PS401KA单臂受电弓。

## 設計
此車由JR九州的設計顧問水戶岡銳治負責，車上部份座椅椅套設計成老鼠耳朵的形象，為本車特色之一。此車獲得1996年的Brunel Award及藍絲帶獎。

## 历史

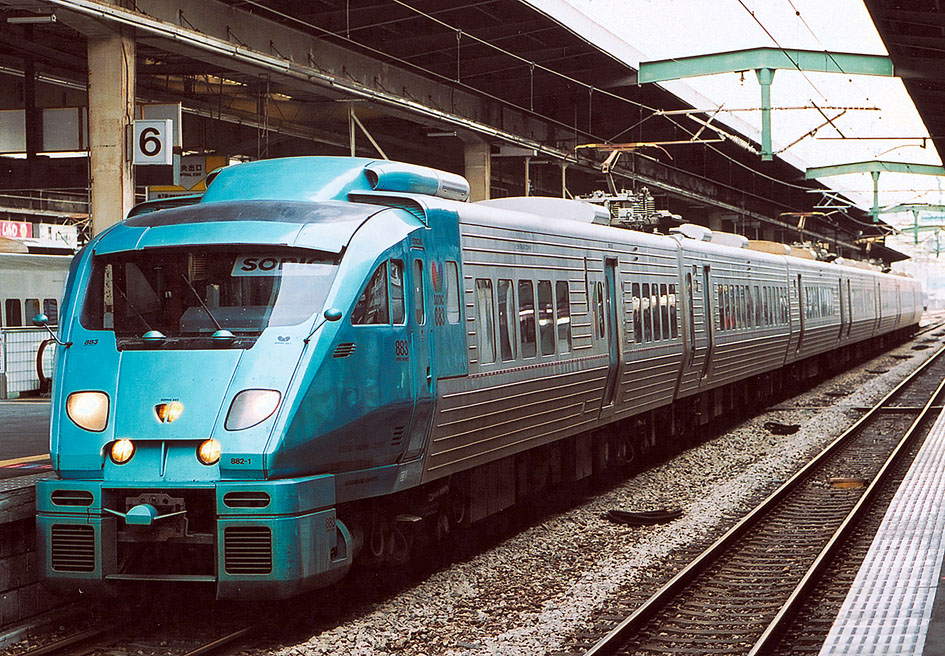
使用原始涂装的AO1编組

第一列883系于1995年4月20日投入服务。
所有的883系车辆2007年3月18日的时刻表改动之后都成为了禁烟车厢。